# Fudbalski Klub Sarajevo
Il Fudbalski klub Sarajevo, noto semplicemente come Sarajevo, è una società calcistica bosniaca con sede nella città di Sarajevo.
Squadra bosniaca più titolata nell'epoca della Jugoslavia, con 2 campionati jugoslavi in bacheca, due secondi posti nella competizione e il sesto posto nella classifica perpetua della Prva Liga jugoslava, dopo l'indipendenza della Bosnia ed Erzegovina si è aggiudicata 5 campionati bosniaci, 8 Coppe di Bosnia e una Supercoppa di Bosnia.
La squadra gioca allo Stadio Asim Ferhatović Hase, impianto da 30 121 posti, in tenuta bianco-bordeaux.

## Storia
Fondata il 24 ottobre 1946, il Sarajevo è stata la squadra bosniaca di maggior successo dell'ex Jugoslavia, vincendo due titoli della Prva Liga, classificandosi seconda in altre due occasioni e finendo sesta nella classifica di tutti i tempi della competizione. Il club entrò nella massima divisione jugoslava nella stagione 1948-49 e alla fine partecipò a tutte le stagioni tranne due. Dopo che la Bosnia ed Erzegovina ottenne l'indipendenza dalla Jugoslavia, il Sarajevo divenne uno dei più grandi ambasciatori del paese. Partendo, durante la guerra bosniaca, per un grande tour mondiale con l'obiettivo di ottenere il sostegno internazionale per la causa del paese.
Oggi il Sarajevo è uno delle squadre più importanti della Premier League della Bosnia, dove ha vinto cinque campionati, otto coppe bosniache e una supercoppa bosniaca. Il Sarajevo è la squadra di calcio più popolare del paese, insieme all’'FK Željezničar, con cui condivide una forte rivalità che si manifesta nel derby di Sarajevo.
Il club gioca le partite casalinghe allo stadio Asim Ferhatović Hase, dal nome dell'attaccante del club Asim Ferhatović. Lo stadio ha una capacità di 34 500. La società si posiziona al 6º posto nella classifica perpetua della Prva Liga Jugoslava. Da dicembre 2013, il Sarajevo è gestito da un uomo d'affari malese, investitore ed ex presidente del gruppo Berjaya, Vincent Tan.
Nella Champions League 2007-08 il Sarajevo è riuscito ad arrivare fino al terzo ed ultimo turno preliminare. Infatti, dopo essere partito ed aver superato i primi due turni, è stato eliminato all'ultimo, con un punteggio totale di 4-0, dalla Dinamo di Kiev. Se avesse superato anche quest'ultimo turno, sarebbe entrata, per la prima volta nella storia, nella fase a gironi.

## Allenatori
| Nome                   | Nazionalità                                             | Periodo   |
| ---------------------- | ------------------------------------------------------- | --------- |
| Josip Bulat            | Jugoslavia (bandiera)                                   | 1946-1947 |
| Slavko Zagorac         | Jugoslavia (bandiera)                                   | 1947-1948 |
| Miroslav Brozović      | Jugoslavia (bandiera)                                   | 1948-1952 |
| Slavko Zagorac         | Jugoslavia (bandiera)                                   | 1952-1953 |
| Aleksandar Tomašević   | Jugoslavia (bandiera)                                   | 1953      |
| Slavko Zagorac         | Jugoslavia (bandiera)                                   | 1953      |
| Miroslav Brozović      | Jugoslavia (bandiera)                                   | 1954-1956 |
| Slavko Zagorac         | Jugoslavia (bandiera)                                   | 1956      |
| Aleksandar Tomašević   | Jugoslavia (bandiera)                                   | 1956-1958 |
| László Fenyvesi        | Ungheria (bandiera)                                     | 1958      |
| Vojin Božović          | Jugoslavia (bandiera)                                   | 1958-1959 |
| Miroslav Brozović      | Jugoslavia (bandiera)                                   | 1959-1961 |
| Ratomir Čabrić         | Jugoslavia (bandiera)                                   | 1961-1963 |
| Abdulah Gegić          | Jugoslavia (bandiera)                                   | 1963-1965 |
| Aleksandar Atanacković | Jugoslavia (bandiera)                                   | 1965-1966 |
| Miroslav Brozović      | Jugoslavia (bandiera)                                   | 1966-1967 |
| Franjo Lovrić          | Jugoslavia (bandiera)                                   | 1967      |
| Munib Saračević        | Jugoslavia (bandiera)                                   | 1967-1969 |
| Miroslav Brozović      | Jugoslavia (bandiera)                                   | 1969-1970 |
| Srboljub Markušević    | Jugoslavia (bandiera)                                   | 1970-1971 |
| Abdulah Gegić          | Jugoslavia (bandiera)                                   | 1971-1972 |
| Srboljub Markušević    | Jugoslavia (bandiera)                                   | 1972-1973 |
| Svetozar Vujović       | Jugoslavia (bandiera)                                   | 1973-1974 |
| Mirsad Fazlagić        | Jugoslavia (bandiera)                                   | 1974-1975 |
| Vukašin Višnjevac      | Jugoslavia (bandiera)                                   | 1975-1977 |
| Fuad Muzurović         | Jugoslavia (bandiera)                                   | 1977-1981 |
| Srboljub Markušević    | Jugoslavia (bandiera)                                   | 1981-1983 |
| Boško Antić            | Jugoslavia (bandiera)                                   | 1983-1986 |
| Denijal Pirić          | Jugoslavia (bandiera)                                   | 1986-1988 |
| Džemaludin Mušović     | Jugoslavia (bandiera)                                   | 1988-1990 |
| Rajko Rašević          | Jugoslavia (bandiera)                                   | 1990      |
| Srboljub Markušević    | Jugoslavia (bandiera)                                   | 1990      |
| Fuad Muzurović         | Jugoslavia (bandiera) · Bosnia ed Erzegovina (bandiera) | 1991-1996 |
| Denijal Pirić          | Bosnia ed Erzegovina (bandiera)                         | 1996      |
| Nermin Hadžiahmetović  | Bosnia ed Erzegovina (bandiera)                         | 1996-1997 |
| Mehmed Janjoš          | Bosnia ed Erzegovina (bandiera)                         | 1997-1998 |
| Nermin Hadžiahmetović  | Bosnia ed Erzegovina (bandiera)                         | 1998-1999 |
| Sead Jesenković        | Bosnia ed Erzegovina (bandiera)                         | 1999-2000 |

| Nome               | Nazionalità                     | Periodo   |
| ------------------ | ------------------------------- | --------- |
| Denijal Pirić      | Bosnia ed Erzegovina (bandiera) | 2000-2001 |
| Husref Musemić     | Bosnia ed Erzegovina (bandiera) | 2001      |
| Fuad Muzurović     | Bosnia ed Erzegovina (bandiera) | 2001-2002 |
| Husref Musemić     | Bosnia ed Erzegovina (bandiera) | 2002-2003 |
| Agim Nikolić       | Bosnia ed Erzegovina (bandiera) | 2003-2004 |
| Kemal Alispahić    | Bosnia ed Erzegovina (bandiera) | 2004      |
| Edin Prljača       | Bosnia ed Erzegovina (bandiera) | 2004      |
| Husref Musemić     | Bosnia ed Erzegovina (bandiera) | 2005-2008 |
| Šener Bajramović   | Bosnia ed Erzegovina (bandiera) | 2008      |
| Husnija Arapović   | Bosnia ed Erzegovina (bandiera) | 2008      |
| Mehmed Janjoš      | Bosnia ed Erzegovina (bandiera) | 2008-2010 |
| Mirza Varešanović  | Bosnia ed Erzegovina (bandiera) | 2010-2011 |
| Jiří Plíšek        | Rep. Ceca (bandiera)            | 2011      |
| Dragan Jović       | Bosnia ed Erzegovina (bandiera) | 2012-2013 |
| Husref Musemić     | Bosnia ed Erzegovina (bandiera) | 2013      |
| Abdulah Oruč       | Bosnia ed Erzegovina (bandiera) | 2013      |
| Robert Jarni       | Croazia (bandiera)              | 2013-2014 |
| Dženan Uščuplić    | Bosnia ed Erzegovina (bandiera) | 2014      |
| Meho Kodro         | Bosnia ed Erzegovina (bandiera) | 2014-2015 |
| Dženan Uščuplić    | Bosnia ed Erzegovina (bandiera) | 2015      |
| Almir Hurtić       | Bosnia ed Erzegovina (bandiera) | 2015      |
| Miodrag Ješić      | Serbia (bandiera)               | 2015-2016 |
| Almir Hurtić       | Bosnia ed Erzegovina (bandiera) | 2016      |
| Mehmed Janjoš      | Bosnia ed Erzegovina (bandiera) | 2016-2017 |
| Senad Repuh        | Bosnia ed Erzegovina (bandiera) | 2017      |
| Zijad Švrakić      | Bosnia ed Erzegovina (bandiera) | 2017      |
| Husref Musemić     | Bosnia ed Erzegovina (bandiera) | 2017-2019 |
| Vinko Marinović    | Bosnia ed Erzegovina (bandiera) | 2019-2021 |
| Dženan Uščuplić    | Bosnia ed Erzegovina (bandiera) | 2021      |
| Goran Sablić       | Croazia (bandiera)              | 2021      |
| Aleksandar Vasoski | Macedonia del Nord (bandiera)   | 2022      |
| Dženan Uščuplić    | Bosnia ed Erzegovina (bandiera) | 2022      |
| Feđa Dudić         | Bosnia ed Erzegovina (bandiera) | 2022      |
| Emir Obuća         | Bosnia ed Erzegovina (bandiera) | 2022      |
| Mirza Varešanović  | Bosnia ed Erzegovina (bandiera) | 2022-2023 |
| Mensur Dogan       | Bosnia ed Erzegovina (bandiera) | 2023      |
| Simon Rožman       | Slovenia (bandiera)             | 2023-2024 |
| Zoran Zekić        | Croazia (bandiera)              | 2024-oggi |

## Palmarès

### Competizioni nazionali
- Campionato jugoslavo: 2

1966-1967, 1984-1985
- Ljetna liga prvaka: 1

1972
- 2. Savezna liga: 1

1948-1949
- Republička liga Bosne i Hercegovine: 1

1946-1947
- Campionato bosniaco: 5

1998-1999, 2006-2007, 2014-2015, 2018-2019, 2019-2020
- Coppa di Bosnia: 8

1996-1997, 1997-1998, 2001-2002, 2004-2005, 2013-2014, 2018-2019, 2020-2021, 2024-2025
- Supercoppa della Bosnia ed Erzegovina: 1

1997
- Nogometni kup Federacije Bosne i Hercegovine: 1

1997-1998

### Competizioni giovanili
- Omladinski kup Jugoslavije u nogometu: 1

1975-1976
- Blue Stars/FIFA Youth Cup: 1

1988

### Altri piazzamenti
- Campionato jugoslavo:

Secondo posto: 1964-1965, 1979-1980
- Kup Maršala Tita:

Finalista: 1966-1967, 1982-1983
Semifinalista: 1947, 1952, 1979-1980
- Ljetna liga prvaka:

Terzo posto: 1970, 1971
- Campionato bosniaco:

Secondo posto: 1994-1995, 1996-1997, 1997-1998, 2005-2006, 2010-2011, 2012-2013, 2020-2021
Terzo posto: 2000-2001, 2002-2003, 2003-2004, 2013-2014, 2016-2017, 2017-2018, 2024-2025
- Coppa di Bosnia:

Finalista: 1998-1999, 2000-2001, 2016-2017, 2021-2022
Semifinalista: 1995-1996, 2006-2007
- Supercoppa della Bosnia ed Erzegovina:

Finalista: 1998, 1999

## Statistiche

### Statistiche nelle competizioni UEFA
| Competizione                  | Partecipazioni | G  | V  | N  | P  | RF | RS  |
| ----------------------------- | -------------- | -- | -- | -- | -- | -- | --- |
| UEFA Champions League         | 6              | 18 | 5  | 2  | 11 | 24 | 26  |
| Coppa UEFA/UEFA Europa League | 17             | 60 | 21 | 13 | 26 | 85 | 112 |
| UEFA Europa Conference League | 3              | 8  | 1  | 4  | 2  | 6  | 10  |

## Organico

### Rosa 2024-2025
Aggiornata al 6 febbraio 2025.
| N. |                                 | Ruolo | Calciatore          |
| -- | ------------------------------- | ----- | ------------------- |
| 1  | Macedonia del Nord (bandiera)   | P     | Dejan Iliev         |
| 3  | Bosnia ed Erzegovina (bandiera) | D     | Elvir Duraković     |
| 5  | Montenegro (bandiera)           | C     | Marko Matanović     |
| 6  | Bosnia ed Erzegovina (bandiera) | D     | Muhamed Buljubašić  |
| 7  | Bosnia ed Erzegovina (bandiera) | A     | Hamza Čataković     |
| 8  | Bosnia ed Erzegovina (bandiera) | C     | Eldar Mehmedović    |
| 9  | Brasile (bandiera)              | A     | Renan Oliveira      |
| 10 | Venezuela (bandiera)            | A     | Adalberto Peñaranda |
| 11 | Ghana (bandiera)                | A     | Francis Kyeremeh    |
| 17 | Bosnia ed Erzegovina (bandiera) | C     | Ajdin Hasić         |
| 17 | Croazia (bandiera)              | A     | Karlo Butić         |
| 18 | Croazia (bandiera)              | C     | Edin Julardžija     |
| 21 | Bosnia ed Erzegovina (bandiera) | C     | Anes Krdžalić       |

| N. |                                 | Ruolo | Calciatore                 |
| -- | ------------------------------- | ----- | -------------------------- |
| 22 | Bosnia ed Erzegovina (bandiera) | D     | Amar Beganović             |
| 23 | Serbia (bandiera)               | D     | Slaviša Radović            |
| 24 | Croazia (bandiera)              | D     | Vinko Soldo                |
| 25 | Bosnia ed Erzegovina (bandiera) | D     | Tarik Kapetanović          |
| 28 | Bosnia ed Erzegovina (bandiera) | D     | Marin Aničić               |
| 29 | Montenegro (bandiera)           | C     | Vladan Bubanja             |
| 32 | Bosnia ed Erzegovina (bandiera) | C     | Nemanja Anđušić            |
| 39 | Croazia (bandiera)              | P     | Lovre Rogić                |
| 44 | Montenegro (bandiera)           | D     | Miomir Đuričković          |
| 77 | Bosnia ed Erzegovina (bandiera) | C     | Almedin Ziljkić (capitano) |
| 98 | Lussemburgo (bandiera)          | C     | Mirza Mustafić             |
|    | Bosnia ed Erzegovina (bandiera) | C     | Mario Vrančić              |
|    | Croazia (bandiera)              | C     | Ivan Borna Jelić Balta     |